# Det store bilager
Det store bilager (fra plattysk Beilager)  er betegnelsen på brylluppet mellem Christian 4.s søn, den udvalgte prins Christian og Magdalena Sibylla af Sachsen, som giftede sig i København 5. oktober 1634 - efter den julianske kalender, som stadig blev brugt i Danmark på dette tidspunkt. Ved samme lejlighed blev også kongens næstældste datter Sophie Elisabeth af Slesvig-Holsten gift med Christian von Pentz (1600–1651) Sophie Elisabeth var datter af Christian 4. og hans venstrehåndskone (ved morganatisk ægteskab) Kirsten Munk (1598-1658). Festlighederne var også en fejring af Freden i Lübeck (1629).
Betegnelsen "bilager" er tysk for "bryllup", dvs. når brudefolkene "lægger bi": (lager) sig ved siden (bi) af hinanden.
Ægteskabet mellem prins Christian og Magdalena Sibylla havde været under opsejling i længere tid. Rigsrådet, som var stærkt misfornøjet med sønnens udsvævende liv omfattende kvinder, alkohol og gæld, havde nærmest forlangt, at kongen fik sønnen gift snarest. Og efter flere år med krige og tilbagegang ønskede Christian 4. at vise, at Danmark stadig var en magtfuld nation. Bilageret skulle blive en særdeles kostbar og exceptionelt pompøs magtdemonstration. For at finansiere brylluppet blev der udskrevet ekstraskatter.
De indledende forberedelser blev påbegyndt et år i forvejen med istandsættelse af Københavns Slot både ude og inde; udvendigt påførtes ny kalk, og indvendigt blev de bedste sale oppudset. Allerede i august ankom de første gæster. Brudens mor alene ankom med et følge af 532 personer og 479 heste. 
Festlighederne varede flere dage. Blandt indslagene var to timers natligt fyrværkeri; den allerførste optræden af Den Kongelige Ballet; og en ridderturnering på Amagertorv, hvor Christian 4. selv deltog. 
Efter vielsen var der taffel i prinsens forgemak. Bordet var pyntet med skueretter, og indimellem dem 24 fade med spiselige retter. Både skueretter og mad blev udskiftet tre gange, og der blev serveret forskellige slags vin, samt smeltet sukker til at blande i. Tre hvidklædte mundskænke blandede og serverede. Imidlertid var der diskussion om, hvem der skulle have de fineste pladser. Til sidst satte man den kejserlige og den franske gesandt på hver sin fornemme plads ved siden af brudeparret. Men da Christian 4. ikke kunne sidde på en ringere plads end sine egne gæster, måtte han holde sig væk, så det ikke endte med skandale. Han dukkede dog op til selve festen, der varede til den lyse morgen. Næste dag var der atter et taffel, ovenikøbet med et syngespil, hvor en eunuk sang solo. 
For at sætte musik til begivenheden havde kongen tilkaldt den kendte sachsiske komponist og kapelmester Heinrich Schütz, som stod for opsætningen og opførelserne af de overdådige forestillinger og danse. Den eneste overleverede komposition af Schütz fra bilageret, er Gesang der Venuskinder for 4 sopraner, 2 violiner og basso continuo, der ledsagede Venus' trone. Et højdepunkt har været dansemesteren Alexander von Kückelsoms allegoriske balletter. 